# Sankt Barbara Spital in Münzbach

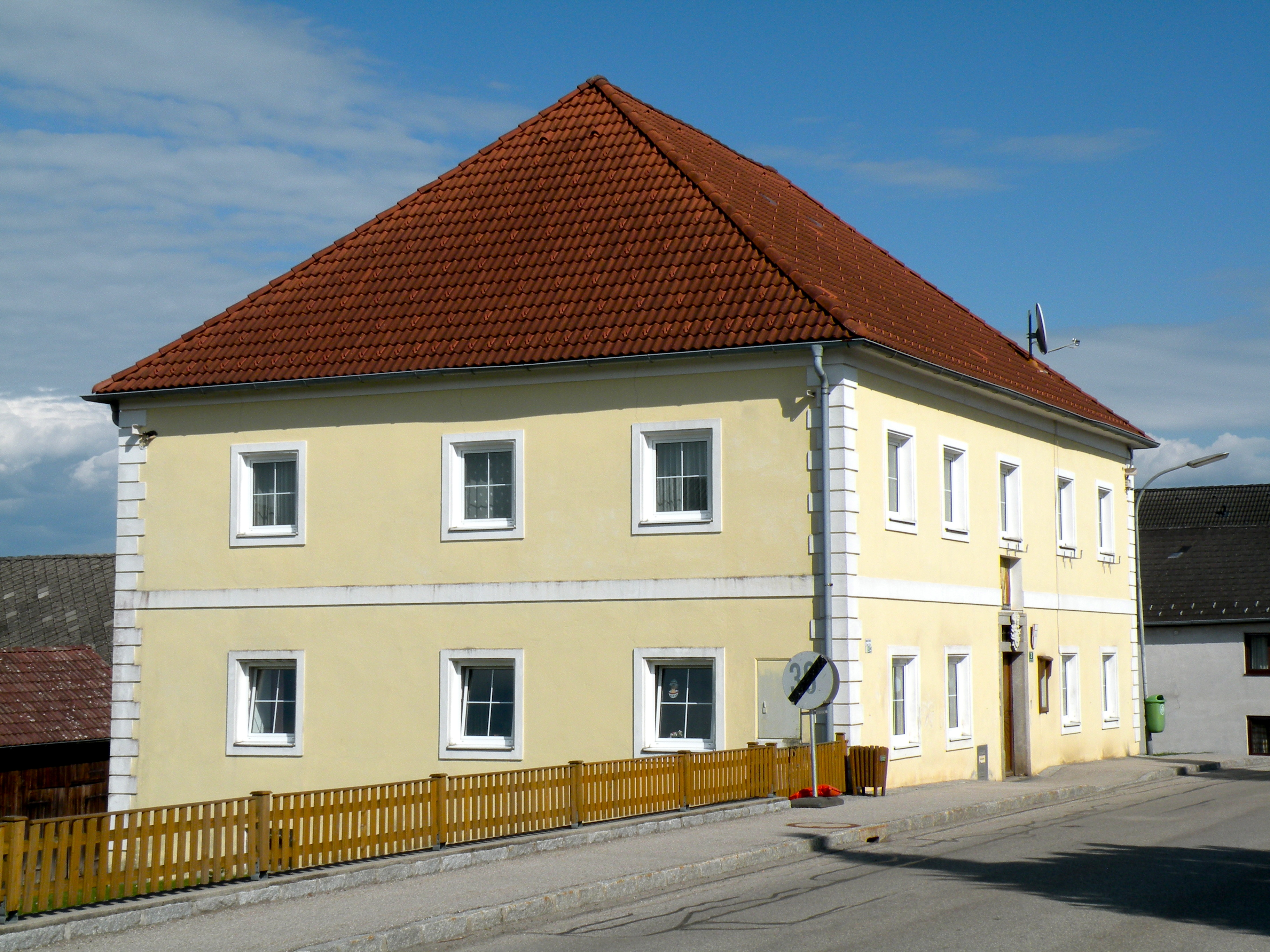
Sankt Barbara Spital in Münzbach, erbaut im 17. Jahrhundert

Das Sankt Barbara Spital Münzbach ist ein 1620 errichtetes denkmalgeschütztes Gebäude am westlichen Ortsrand von Münzbach im Bezirk Perg in Oberösterreich.
Das ursprünglich von Georg Schütter (Sohn und Erbe des Lorenz Schütter) 1620 als Spital für die Armen von Altenburg errichtete Gebäude kam 1639 in die Hände von Joachim Enzmilner, der es für sechs arme Männer und sechs arme Frauen ausbauen ließ, deren Unterhalt finanzierte und eine Stiftung einrichtete.

## Geschichte

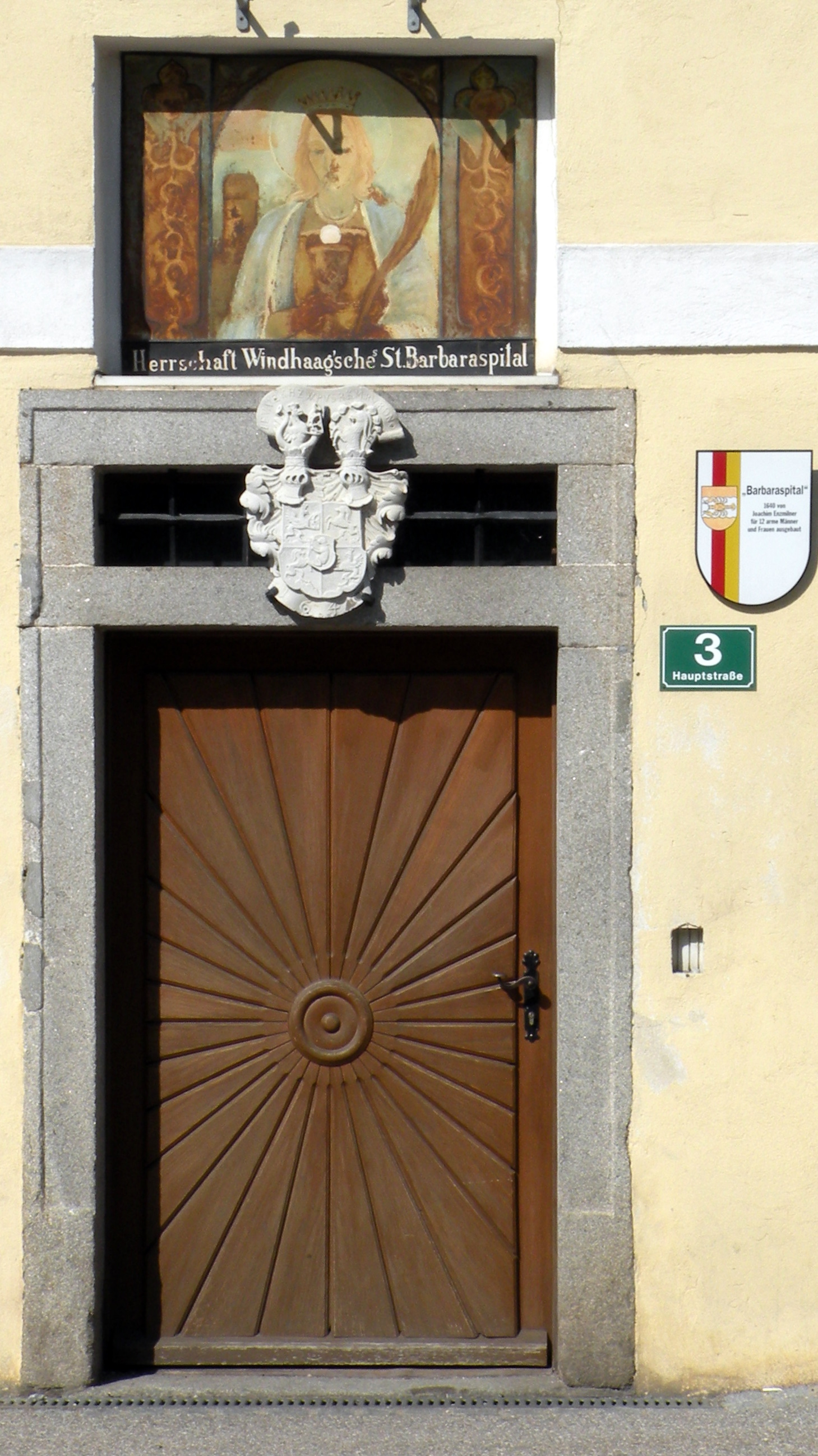
Portal mit Wappen des Joachim Enzmilner

Georg Schütter ließ das Gebäude auf dem Lindenfeld innerhalb des Burgfried am westlichen Ortsausgang des Marktes Münzbach errichten, baute auch eine Kapelle mit einem Barbara-Altar und kam bis 1630 für die Abdeckung des Defizits der Einrichtung auf. Von 1630 bis 1639 gehörte das Spital dem Kloster Waldhausen und die Abgangsdeckung oblag dem Propst des Stiftes. Enzmilner stiftete in seinem Testament 1.000 Gulden, die von dessen Tochter Eva Magdalena von Windhag vermehrt wurden. Die Führung und Verwaltung des Sankt Barbara Spitals gehörte zu den Pflichten der Dominikaner des Dominikanerklosters Münzbach.
Durch gute Verwaltung und durch weitere Stiftungen wuchs das Vermögen bis ins 19. Jahrhundert auf knapp 10.000 Gulden an. In der Mitte des 18. Jahrhunderts war die Stiftung ein beachtenswertes Geldinstitut in Münzbach, da das Vermögen meist gegen Zinsen an Bürger und Bauern entlehnt wurde. Die Stiftung wurde 1848 Teil des Vermögens der Marktkommune Münzbach und ging nach deren Auflösung 1938 auf die Marktgemeinde Münzbach über.
Das Gebäude wurde zuletzt 2010 saniert und beherbergt Wohnungen und eine Kinderbetreuungseinrichtung. Es ist eine Station auf dem Enzmilner Kulturwanderweg.

## Gebäude
Das Barbara-Spital verfügt über eine Fassade mit Putzgliederung mit Eckquader und Gesimsbändern. Über dem Portal befindet sich eine Kartusche mit dem Wappen des Joachim Enzmilner und der Jahreszahl 1640.